# Imposto fixo de Hall–Rabushka
O imposto fixo de Hall–Rabushka é uma proposta de imposto fixo sobre o consumo elaborada pelos economistas americanos Robert Hall e Alvin Rabushka na Hoover Institution. O imposto fixo de Hall–Rabushka envolve a tributação da renda, mas exclui o investimento. O imposto fixo de Hall–Rabushka pode incluir uma isenção, o que permite que o imposto preserve a progressividade.
Nos Estados Unidos, não houve uma ampla reforma tributária desde a Lei de Reforma Tributária de 1986 e, assim como outras reformas tributárias, o imposto fixo não avançou muito no processo político dos Estados Unidos. Entretanto, os países do Bloco Oriental geralmente adotaram o imposto fixo após a queda da Cortina de Ferro. Hall e Rabushka prestaram muitas consultorias para a criação de impostos fixos.
Em 2015, Carly Fiorina deu seu apoio público a um plano tributário de três páginas que se baseia, em grande parte, nesse plano tributário. A CNN Money acredita que o plano de Fiorina incluirá um imposto fixo de 19% para as receitas operacionais de indivíduos e empresas.